# Karl Mays Illustrationstexte und Hobble-Frank-Beiträge
Karl Mays Illustrationstexte und Hobble-Frank-Beiträge sind kurze Erzählungen und Aufsätze, die Karl May zu vorgegebenen Illustrationen bzw. unter dem Pseudonym Hobble-Frank geschrieben hat. Während er den Großteil für die Knaben-Zeitschrift Der Gute Kamerad verfasste, entstanden die meisten der übrigen Texte für andere von Joseph Kürschner betreute Blätter.

## Entstehung

### Hintergrund

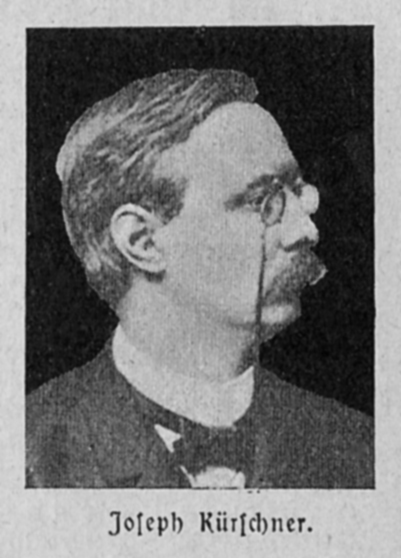
Joseph Kürschner

Zu Karl Mays Zeiten war es üblich, dass Redaktionen Autoren beauftragten, Texte zu vorliegenden Illustrationen zu verfassen. Solche Illustrationen waren meist für einen anderen Text hergestellt worden. Da sie aber sehr teuer waren und sich rechnen mussten, wurden sie mehrfach verwertet. Redaktionen kauften solche Bilder, für deren Wiederverwertung entsprechend neue Texte verfasst werden mussten. Den Autoren blieb die Freiheit, die Bilder zu interpretieren, aber die Texte mussten sich mit den Bildvorlagen decken. Häufig wurde den Autoren zur Inspiration auch der ursprüngliche Text zugesandt, aus dem sie aber nichts nachweisbar übernehmen durften.
Einen wesentlichen Anteil an der Entstehung der Mayschen Illustrationstexte hatte der bedeutende Publizist Joseph Kürschner, der seit 1881 die Zeitschrift Vom Fels zum Meer im Verlag von Wilhelm Spemann redigierte. Kürschner bzw. der Verlag war auf May entweder bereits durch dessen Jugendbücher Im fernen Westen und Der Waldläufer (beide 1879) oder spätestens durch dessen Reiseerzählungen im Deutschen Hausschatz in Wort und Bild (Verlag Friedrich Pustet) aufmerksam geworden. Während Andreas Graf meint, „Kürschner (dürfte) die nämlichen Eigenschaften [Mays] geschätzt haben: Phantasie, Variationsreichtum und wiedererkennbare Helden“, vermutet Jürgen Wehnert, dass Kürschner rein geschäftlich und nicht literarisch an May interessiert war. Jedenfalls schrieb Kürschner später: „Persönlich gehöre ich so wenig wie Lindner [Illustrator der May-Erzählung Et in terra pax (1901)] zu den Verehrern May's, ich lese auch seine Bücher nicht.“ Mutmaßlich 1882 lud Kürschner May zur Mitarbeit ein. Zunächst entstanden die Reiseerzählungen Christi Blut und Gerechtigkeit (1882) und Saiwa tjalem (1883) für Vom Fels zum Meer sowie Ein Oelbrand (1883) für eine Jugendreihe des Spemann Verlags. Diese Arbeiten hinterließen einen so positiven Eindruck, dass Kürschner immer wieder um Beiträge bat und Spemann versuchte, May an den Verlag zu binden. May war allerdings zu dieser Zeit durch seine Arbeit für den Deutschen Hausschatz und besonders durch seine Kolportageromane im Münchmeyer-Verlag ausgelastet. Da er sich der Bedeutung Kürschners und dessen Blattes wohl bewusst war, hielt er ihn mit diversen Ausflüchten, vor allem mit angeblichen Reisen, hin. Erstmals für 1886 ist eine Anfrage Kürschners nach einem Illustrationstext belegt, dem May zwar zustimmte, aber zu dem er nicht kam, ihn zu schreiben.

### Die Texte fürDer Gute Kamerad

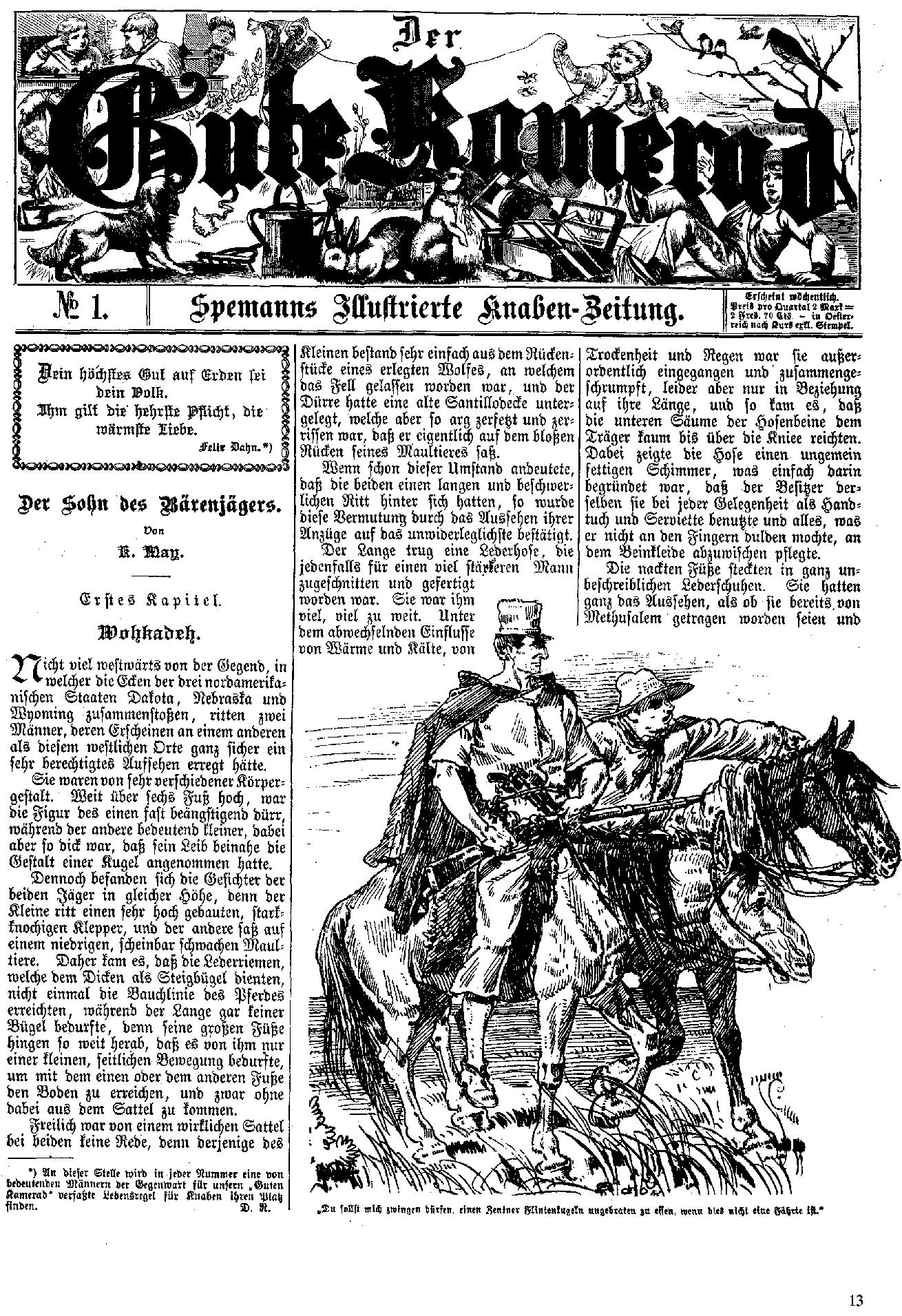
Titelblatt der ersten Ausgabe der Knaben-Zeitschrift Der Gute Kamerad, 1887

Im November 1886 übernahm Kürschner die Redaktion eines neuen Projekts im Spemann Verlag, die Knaben-Zeitschrift Der Gute Kamerad, und bat auch May um Mitarbeit, die dieser
zusagte. Daraufhin erschien bereits im ersten Heft die Jugenderzählung Der Sohn des Bärenjägers (1887) und sieben weitere Haupterzählungen folgten. In demselben Heft erschien überdies der erste bekannte Illustrationstext Mays: Ibn el ’amm, dem zunächst noch mindestens zwei weitere folgten. „Neben der Niederschrift des ‚Bärenjägers‘ (die ja ihrerseits zwischen den Kolportageromanen Deutsche Herzen – Deutsche Helden und Der Weg zum Glück erfolgte) fand May sogar noch Zeit, kleinere Illustrationstexte für den ‚Guten Kameraden‘ zu liefern […]; da May entsprechende Aufträge Kürschners immer wieder auf die lange Bank schob, ist die Schlußfolgerung erlaubt, daß May den ‚Guten Kameraden‘ – anders als den ‚Fels‘ – für eine Art Mission hielt, der er sich nach besten Kräften zu widmen gedachte.“, so Wehnert. May hatte seine berufliche Laufbahn als Lehrer begonnen, dem „kein übles Lehrgeschick“ bescheinigt worden war, der aber unter unglücklichen Umständen aus der Lehramtskandidatenliste gestrichen worden war. Bereits während seiner Redakteurszeit hatte May immer wieder Belehrendes in den von ihm betreuten Blättern untergebracht und seine frühen Werke zeugten von einer belehrenden Haltung. Diesen Bildungsanspruch erhob er nun nicht nur bei seinen Haupterzählungen, sondern sogar bei den kurzen Illustrationstexten. Die Bilder inspirierten May zu Geschichten, deren Inhalt sich oft nicht aus den Bildern selbst ergab. Neben dem Bildmaterial nutzte May weitere Quellen, ließ mutmaßlich Selbsterlebtes einfließen und stellte vorgegebene Bildreihenfolgen um. Die Texte mussten allerdings anonym bzw. pseudonym erscheinen, um den Mayschen Textanteil im Guten Kameraden, der durch die jeweilige Haupterzählung bereits beträchtlich war, nicht weiter hervortreten zu lassen.
Zu den beliebtesten Figuren der Haupterzählungen gehörte der sächsische Westmann Hobble-Frank. Anfragen der Leser zu den Erzählungen und ihren Figuren wurden von der Redaktion mit Bitte um Erledigung an die betroffenen Autoren weitergeleitet und die Antworten wurden anschließend in den Leserbriefspalten abgedruckt. May selbst beantwortete einige Leserbriefe unter dem Pseudonym Hobble-Frank. Es war allerdings die Redaktion, die Hobble-Frank erstmals in den Leserbriefspalten ins Spiel brachte. Dabei unterscheidet sich das Sächsisch, das sie ihm in den Mund legten, erkennbar von dem Mays. Spemann selbst ermunterte May, weiter als Hobble-Frank aufzutreten. Die meisten dieser Hobble-Frank-Beiträge erschienen in jenen Jahrgängen, in denen diese Figur nicht in der jeweiligen Haupterzählung vorkam. Einer dieser Texte: Der Schlangenmensch (1890), entstand als Illustrationstext.
Bereits im Januar 1887 gab Kürschner die Redaktion des Guten Kameraden wegen Arbeitsüberhäufung wieder ab. Somit war es Spemann, der bei May 1889 acht weitere Illustrationstexte bestellte (von Wasserrast auf dem Marsche bis Der Schlangenmensch). Zu dieser Zeit benötigte May dringend Honorare. Als er 1891 mit dem Verleger Friedrich Ernst Fehsenfeld den Vertrag zu Carl May’s Gesammelten Reiseromanen schloss, endete seine finanzielle Not und er war nicht länger auf diese Zusatzeinnahmen angewiesen. Es war Spemann 1888 gelungen, May durch einen Exklusivvertrag, an sich zu binden, der May verpflichtete, alle seine Werke zunächst dem Spemann Verlag anzubieten. Allerdings hielt sich May nicht daran; so er schrieb u. a. weiter für den Deutschen Hausschatz. Da May aber Spemanns Zahlungsmoral beanstandete und seine Kraft für die Gesammelten Reiseromane benötigte, wollte er sich von Spemann lösen. Aus diesen Gründen entstanden keine weiteren Illustrationstexte für den Guten Kameraden mehr. Gänzlich endete Mays Mitarbeit mit seiner letzten Haupterzählung Der schwarze Mustang (1896/97).

### Die Illustrationstexte für Joseph Kürschner

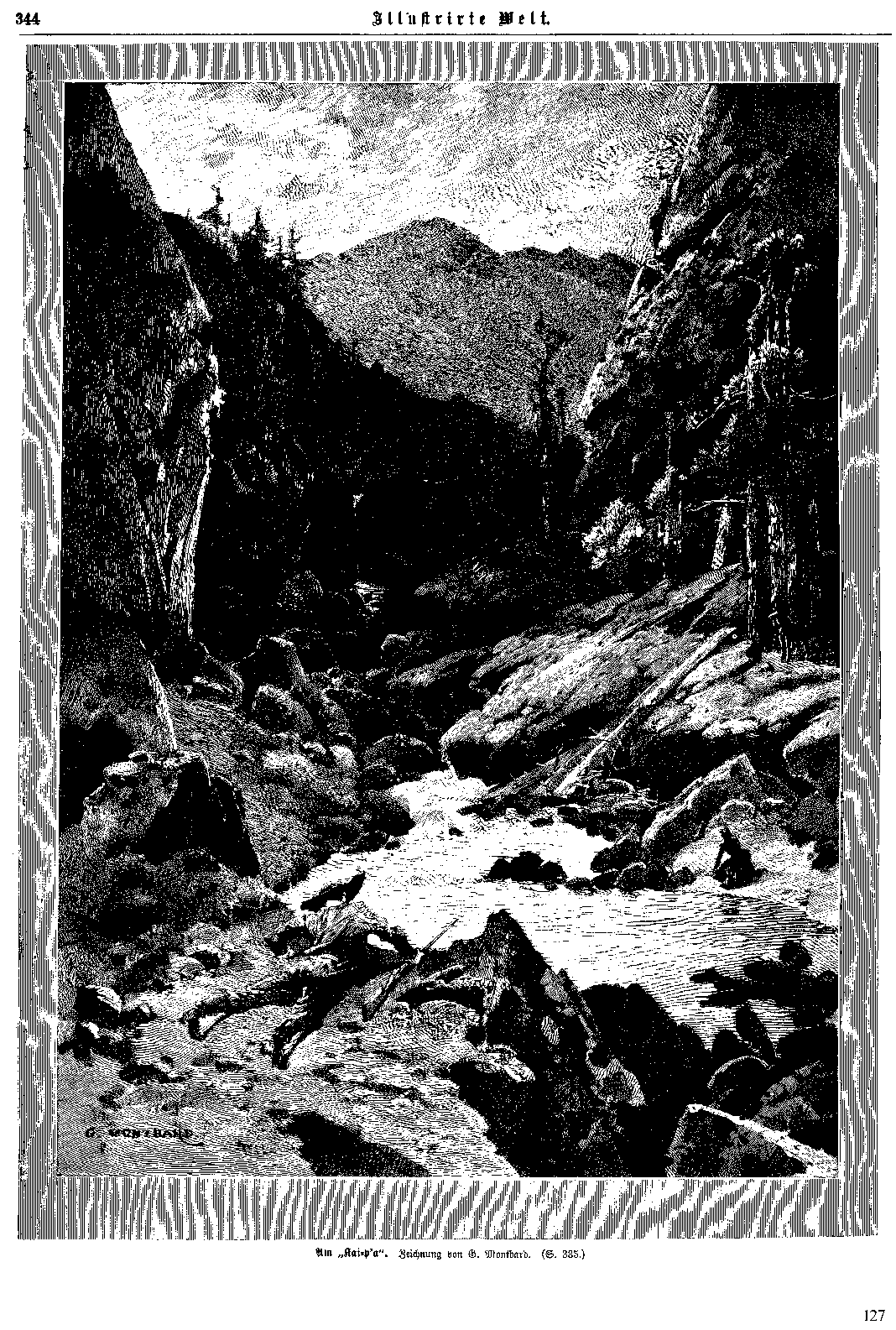
Illustration von George Montbard, zu der Karl May Am Kai-p'a (1890) verfasste

Nachdem Kürschner die Redaktion des Guten Kameraden abgegeben hatte, bat er May weiterhin um Beiträge für Vom Fels zum Meer. Daraufhin schrieb May den Aufsatz Maghreb-el-aksa (1887). Mit den im Folgenden entstandenen Aufsätzen zu Illustrationen konnte May an seine früheren Arbeiten aus seiner Redakteurszeit anknüpfen. Auch hatte May immer wieder kulturhistorisch-geografische Skizzen in seine Werke einfließen lassen, um Authentizität zu erzeugen. Dadurch hatte er sich als Kenner fremder Kulturen bekannt gemacht und wurde entsprechend nach solchen Texten gefragt. May beließ es allerdings bei wenigen solcher Aufsätze, da er sich die Inhalte selber nur angelesen hatte und sich mutmaßlich „der Dünne des Eises bewußt war“.
Im April 1889 verließ Kürschner den Spemann Verlag und wechselte zur Deutschen Verlagsanstalt. Da er von Mays Exklusivvertrag mit Spemann nichts wusste, bat er ihn wiederum um Mitarbeit. Daraufhin entstand Im Mistake-Cannon und mindestens vier weitere Illustrationstexte folgten. Eine Besonderheit stellt hierbei die Erzählung Der erste Elk (1893) dar. Kürschner hatte die Erzählung The Ranchman's Rifle on Crag and Prairie von Theodore Roosevelt mit Illustrationen von Frederic Remington zugesandt. Die Vignette The Texas Type of Cowboy ging direkt in Mays Beschreibung seiner bekannten Figur Old Wabble ein. Aus unbekanntem Grund wurde der Text allerdings ohne Illustration abgedruckt. Im Gegensatz zu den Illustrationstexten für den Guten Kameraden schrieb May vermutlich nicht aus literarischer Ambition oder des Geldes wegen, sondern um den Kontakt mit Kürschner nicht abbrechen zu lassen. Wegen des Exklusivvertrages mussten die Texte anonym bzw. pseudonym erscheinen, besonders da mittlerweile eine Verstimmung zwischen Kürschner und Spemann herrschte und sie nun Konkurrenten waren. Als May seine vertragliche Bindung an Spemann Kürschner gegenüber offenbaren musste, verabschiedete ihn dieser aus dem Kreis seiner Mitarbeiter und somit entstanden keine weiteren Illustrationstexte für Kürschner mehr. Nachdem dieser die Deutsche Verlagsanstalt 1892 verlassen hatte, regte er 1896 eine erneute Zusammenarbeit an, doch erst 1901 sollte ein letztes gemeinsames Projekt, die Reiseerzählung Et in terra pax. realisiert werden.

### Der letzte Illustrationstext
Der einzig bekannte Illustrationstext, der nicht im Auftrage Kürschners oder Spemanns entstand, ist zugleich der zuletzt erschienene. Den Aufsatz Die Todeskaravane (1894) verfasste May mit Rückgriff auf seine Reiseerzählung Von Bagdad nach Stambul (1892). Näheres zum Entstehungshintergrund ist nicht bekannt.

## Inhalt

### Erzählungen zu Illustrationen
Jene Erzählungen, die im Guten Kameraden erschienen, spielen hauptsächlich im Orient und in Deutschland, während jene für die Deutsche Verlagsanstalt im Wilden Westen angesiedelt sind. May betritt über diese bereits aus seinen Hauptwerken bekannten Schauplätze hinaus auch zum jeweils einzigen Male fremden Boden wie z. B. Hinterindien. Die Handlungszeit reicht von etwa den 1880er Jahren bis gegen Ende des 19. Jahrhunderts. Es kommen sowohl Er-, als auch Ich-Erzähler vor. Letztere werden vorgestellt oder bleiben anonym, sind aber nicht mit dem bekannten Ich-Erzähler Kara Ben Nemsi/Old Shatterhand/Charley identisch. Es treten eine Reihe bekannter Figuren und Persönlichkeiten auf (siehe Tabelle), von denen u. a. der Mahdi Muhammad Ahmad und Old Wabble erstmals in einem May-Werk erschienen. Wie auch in seinen umfangreichen ist May bei den kleinen Erzählungen für den Guten Kameraden bemüht, didaktisch-belehrend zu wirken. Es treten typische May-Motive auf wie Aberglaube, Feuer, Jagd, Rache und Uhrendiebstahl. May bringt zudem seine Menschlichkeits-Ideale zum Ausdruck und nimmt Stellung gegen Sklaverei und Robbenschlägerei. Einige Texte enthalten Volkshumor; so wird beispielsweise das Militär „liebevoll-ironisch glossiert“. Im Zusammenhang mit den Hobble-Frank-Beiträgen steht Der Schlangenmensch. Die Texte wurden sowohl zu Einzelbildern, als auch zu Bilderserien verfasst. Näheres zu den einzelnen Erzählungen ist folgender Tabelle zu entnehmen.
| Titel                        | Schauplatz                 | Handlung                                                        | Erzähl- Perspektive | Bekannte Figuren & Persönlichkeiten                  | Illustration/en                    |
| ---------------------------- | -------------------------- | --------------------------------------------------------------- | ------------------- | ---------------------------------------------------- | ---------------------------------- |
| Ein Phi-Phob                 | Hinterindien               | Diebstahl einer Taschenuhr                                      | Er-Erzähler         |                                                      | 1 Holzstich von Dosso              |
| Die beiden Kulledschi        | Orient                     | Intrige mit falschen Tonkrügen                                  | Er-Erzähler         |                                                      | 1 Holzstich                        |
| Das Hamaïl                   | Orient                     | Überfall einer Raubkarawane                                     | Er-Erzähler         |                                                      | 1 Holzstich von Ivan Pranishnikoff |
| Ibn el ’amm                  | Orient                     | Löwen überfallen Mohammedaner beim Gebet                        | Er-Erzähler         | der Mahdi; nur erwähnt: Jules Gérard, Gordon Cumming | 1 Holzstich von Ivan Pranishnikoff |
| Sklavenrache                 | Orient                     | Freundschaft eines Sklavenhalter-jungen mit einem Sklavenjungen | Er-Erzähler         |                                                      | 1 Holzstich                        |
| „Löffel begraben“            | Deutschland                | Rituelles Ende eines Manövers                                   | Er-Erzähler         |                                                      | 1 Holzstich von Richard Knötel     |
| Der Schlangenmensch          | Deutschland                | Zugfahrt mit einem Verrenkungskünstler                          | Ich-Erzähler        | Hobblefrank                                          | 9 Autotypien und 8 Holzstiche      |
| Das Straußenreiten der Somal | Deutschland                | Besuch einer Völkerwiese                                        | Ich-Erzähler        |                                                      | 1 Holzstich                        |
| Wasserrast auf dem Marsche   | Deutschland                | Soldaten legen eine Trinkpause ein                              | Er-Erzähler         | nur erwähnt: Boulanger, Moltke                       | 1 Holzstich                        |
| Zum erstenmal an Bord        | Nordamerikanische Ostküste | Schiffspassagiere kämpfen mit hohem Seegang                     | Er-Erzähler         |                                                      | 8 Holzstiche von Joseph Nash       |
| Am „Kai-p’a“                 | Wilder Westen              | Ein Westmann rettet Touristen im Yellowstone Park               | Er-Erzähler         |                                                      | 1 Holzstich von George Montbard    |
| Der erste Elk                | Wilder Westen              | Erster Jagdausflug eines Greenhorns                             | Ich-Erzähler        | Old Wabble, Sam Parker                               |                                    |
| Im Mistake-Cannon            | Wilder Westen              | Versehentliche Tötung eines indianischen Freundes               | Ich-Erzähler        |                                                      | 1 Holzstich von George Montbard    |
| Prairiebrand in Texas        | Wilder Westen              | Rettung einer Schafsherde                                       | Er-Erzähler         |                                                      | 1 Holzstich                        |
| Die Rache des Mormonen       | Wilder Westen              | Rache an einem Indianerdorf für Todesstrafe an einem Mormonen   | Er-Erzähler         | nur erwähnt: Brigham Young, Joe Smith                | 1 Holzstich von George Montbard    |
| Eine Seehundsjagd            | Arktischer Pazifik         | Ein Junge nimmt an einer Robbenjagd teil                        | Ich-Erzähler        |                                                      | 9 Holzstiche von Jose Beerd        |

### Aufsätze zu Illustrationen
Von den drei Aufsätzen behandeln zwei orientalische und eines ein Wildwest-Thema. In Maghreb-el-aksa behandelt May die Gesellschaft Marokkos ausgehend von der britisch diplomatischen Mission im April 1887. Letztere war von Richard Caton Woodville, dem Zeichner der vier zugehörigen Holzstiche, begleitet worden. May erwähnt den Sultan von Marokko und kritisiert den Imperialismus der europäischen Mächte, die sprungbereit (sind), ihre „am Fuße des Atlas liegenden Interessen zu wahren“ – wie der diplomatische Ausdruck lautet. Der zweite orientalische Aufsatz: Die Todeskaravane. behandelt zunächst die Spaltung der Mohammedaner in Schiiten und Sunniten. Dabei erwähnt er Mohammeds Schwiegersohn Ali und dessen Söhne Hassan und Hussein sowie die ersten drei Kalifen Abubekr, Omar und Osman. Dann geht May auf die Begräbniszüge der Schiiten nach Kerbela und Meschhed Ali ein, wie ein solcher im Holzstich von Albert Richter dargestellt ist. Im kürzesten seiner Illustrationstexte: Jagd auf wilde Truthühner in Texas. beschreibt May die kolonialzeitliche und zeitgenössische Truthahnjagd zu einem Holzstich von Rufus Fairchild Zogbaum.

### Hobble-Frank-Beiträge
Die Beiträge des Hobble-Frank im Guten Kameraden sind häufig Reaktionen auf Leserzuschriften und spielen daher im Zeitraum ihrer Veröffentlichung (1887–1896), wobei die Texte von spätestens Antwortschreiben an O. Erdmann zu Hofgeismar bei Kassel bis frühestens „Villa Bärenfett“ zwischen den Ereignissen der beiden Haupterzählungen Der Schatz im Silbersee (1890/1891) und Der Oelprinz (1893/1894) anzusiedeln sind. Der Handlungsort ist jeweils Deutschland. Hobble-Frank schreibt in seiner bereits aus den Haupterzählungen bekannten sächsischen Mundart, in der auch seine für ihn typischen Fremdwortverdrehungen auftauchen. Er erwähnt an bekannten Persönlichkeiten bzw. Figuren den (fiktiven) Setzerlehrling des Guten Kameraden (Peter Schnäuzchen), den Verfasser seiner Geschichten Karl May bzw. Old Shatterhand, Tamerlan/Timur Lenk (in Wortverdrehung als Dammarlack), Gottfried von Bouillon (als Gottfried von Oleum), Winnetou und Tante Droll.

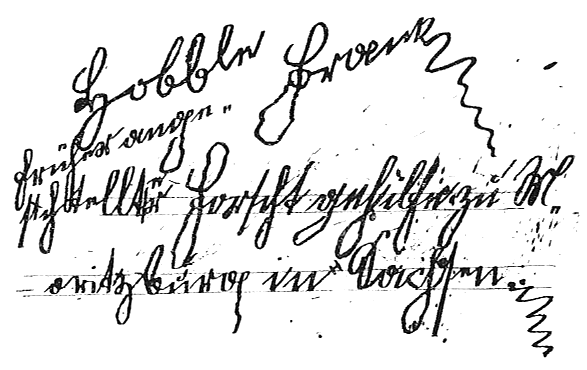
Autograph des Hobble-Frank (1887)

In seinem ersten Auftritt als Mitarbeiter des Guten Kameraden geht Hobble-Frank auf die Frage des Lesers O. Erdmann ein, wie man einen Lasso herstellt. In diesem Antwortschreiben nutzt Hobble-Frank die Gelegenheit, sich über den Verfasser der Erzählungen zu beschweren, in denen er vorkommt. May würde ihn nicht mit der wünschenswerten aquädukten [Wortverdrehung für adäquaten] Genauigkeet darstellen; er sei noch viel gescheiter als in den Erzählungen zu lesen sei. Als mit dem letzten Heft des zweiten Jahrgangs die vorerst letzte Erzählung mit ihm als Figur erscheint, zeigt sich Hobble-Frank in einer Oeffentliche[n] Sendepistel. sehr betrübt darüber, verspricht aber: Geistesfunken [...] heemlich in den „Guten Kameraden“ schmuggeln zu wollen und beginnt mit einem Preisrätsel. Später gibt er die Lösung und die Gewinner bekannt, wobei er seinen Unmut über die geringe Zahl richtiger Lösungsvorschläge kundtut. Nachdem sich der Leser H. Grombacher über die Wortverdrehungen im Preisrätsel, die zur Verwirrung bei der Lösungsfindung führten, beschwerte und die Behauptung aufstellte, Hobble-Frank würde sich als Gottfried von Bouillon, einer Figur aus der laufenden May-Erzählung Kong-Kheou, das Ehrenwort (1888/1889), ausgeben, sieht sich Hobble-Frank zu einer Klarstellung genötigt. Bereits im Antwortschreiben erwähnt Hobble-Frank seine byzantinische[...] Sommerlogis-Villa, die [er sich] von [einem] Goldklumpen gekooft habe, und gibt in der Oeffentliche[n] Sendepistel als Adresse Villa „Bärenfett“ an der Elbe an. Nach entsprechenden Anfragen aus der Leserschaft, beschreibt Hobble-Frank seine zweigeschossige Villa samt seinem Garten, die nur eene Schtunde von Moritzburg [seinem angeblichen Geburtsort] entfernt (liegt), in der Erzählung „Villa Bärenfett“. Im Parterre lebe er als unscheinbarer Privatmann und bescheidener, angeblicher Laie für [seine] Gesundheit und für [seine] Freunde. Aber oben in der Bel-Etage wohnt die Wissenschaft und die Gelehrsamkeet. Die Villa enthält allerlei Seltsamkeiten, u. a. rückwärtige Porträts von Old Shatterhand und Winnetou. Als sich Besuch aus der Leserschaft ankündigt, muss er Hiermit die gütige Beganntmachung machen, dass er zum Sultan von Zschanzibar nach Ostafrika gerufen wurde und listigerweise die Klingel entfernt und ooch [sein] Firmenschild weggemacht habe. Als Hobble-Frank (im Text nun Hobblefrank) nach Deutschland zurückkehrt, trifft er im Zug auf einen Verrenkungskünstler. Dieser zeigt ihm allerlei Kunststücke, die Hobble-Frank im einzigen Illustrationstext dieser Beiträge beschreibt. Die zugehörigen Illustrationen habe ihm der Künstler extra zu diesem Zwecke mitgegeben. Nachdem im 9. und 10. Jahrgang May-Erzählungen ausblieben, gab Hobble-Frank im letzten in Gedichtform bekannt, dass Old Shatterhand das neuste Abenteuer niedergeschrieben habe und es im folgenden Jahrgang zu lesen wäre.

## Kritik
Aus heutiger Sicht fällt besonders Mays Umgang mit den Mormonen negativ auf. Die Somal gehören in Sklavenrache überwiegend zu den Bösen, während sie in Das Straußenreiten der Somal liebenswürdig dargestellt werden, und der einzige Chinese in den Illustrationstexten ist zwar ein Bösewicht, aber in der zwei Jahrgänge später erschienenen Haupterzählung Kong-Kheou, das Ehrenwort treten auch positiv gezeichnete Chinesen auf. Mormonen hingegen nehmen in allen Werken Mays die Rolle der Bösewichter ein und in Die Rache des Mormonen (1890) werden sie laut Cameron Blair McMurtrey am negativsten dargestellt. May verwendete Mormonen, um auf nordamerikanischem Schauplatz zwei Charaktertypen darzustellen, den heuchlerischen Frömmler und den religiösen Fanatiker. Mit der negativen Darstellung lag er einerseits in der Tradition anderer zeitgenössischer Werke; andererseits gab es auch zahlreiche negative Beurteilungen und Nachrichten, die über Untaten der Mormonen zu berichten wussten. Im Wesentlichen hatte die seinerzeit praktizierte Polygamie für den Bekanntheitsgrad der Mormonen in Europa gesorgt. May hat die Informationsquellen, die ihm zur Verfügung standen, allerdings nicht ausgeschöpft und wuchs auch nie über die für das 19. Jahrhundert und Deutschland typischen Meinungen hinaus. Hermann Wiedenroth fasst zusammen: Die Mormonen bei May „gehörten zur Ausstattung, waren Maske und Schmuck, blieben dabei aber fremd und wurden allenfalls in ihren Auswüchsen flüchtig skizziert: den Kern des Mormonismus seiner Zeit, das Leben in Utah, hat Karl May nicht geschildert – nicht erfaßt?“
Einige der Texte weisen Schwächen und Fehler auf. So meint Erich Heinemann in Bezug auf die Illustrationstexte im Guten Kameraden, die „Handlungsorte macht der Verfasser [...] nur unzureichend deutlich, was aus didaktischer Sicht als ein Mangel anzumerken ist.“ Es findet sich schlechtes Englisch in Ein Phi-Phob, eine „offenkundige[...] weitgehende[...] Unwissenheit [Mays] über die tatsächlichen ethno-linguistischen Verhältnisse im Maghreb“ und ethnologische Fehler in Die Rache des Mormonen. In Eine Seehundsjagd erweist sich der Erzähler als widersprüchlich. Das dortige Auftreten eines Schwertfisches weitab seines natürlichen Vorkommens ist allerdings den Illustrationen geschuldet. Über Zum erstenmal an Bord urteilt Ekkehard Bartsch: „Während es ihm [May] sonst meistens brillant gelingt, solche oft obskuren Auftragsarbeiten auszuführen, versagte diesmal seine Kunst. Die Bezugnahmen zu den Bildern wirken verkrampft, und die Situationskomik in den einzelnen Handlungs-Elementen reicht nicht entfernt an ähnliche Szenen in den frühen Humoresken heran. Der Stil beweist zwar die Routine eines gewandten Autors, aber kaum mehr, und so ist Zum erstenmal an Bord einer der schwächsten Texte, die Karl May je zu Papier gebracht hat.“ Gleiches gilt nach Wehnert für den Text Jagd auf wilde Truthühner in Texas, der „zum Schwächsten gehört, was ihm [May] je aus der Feder geflossen ist. Namentlich die sprunghafte Komposition [...] mag man May kaum zutrauen wollen“ und daher vermutet Wehnert redaktionelle Eingriffe. Obwohl Mays Preisrätsel den „Lesern außerordentlich Spaß gemacht“ hat, rief es mehrfach auch Unmut hervor. Zum einen wurde Hobble-Franks Wortverdrehung kritisiert, welche die Leser auf eine falsche Fährte gelockt hatte; zum anderen hat es das als eines der Preise versprochene Bildnisporträt des Hobble-Frank wohl nicht gegeben, was die Gewinner verwunderte. Auf solche Kritik sowie auf angekündigte Besuche in der Villa Bärenfett reagierte May, laut Joachim Biermann, auf „geschickte Weise“ und „originell“. Neben diesen Reaktionen werden auch andere Texte positiv hervorgehoben. So lobt Bartsch den geschickten Aufbau von Eine Seehundsjagd. Roland Schmid bezeichnete Die beiden Kulledschi als „Märchen“, „das nach Stil und Inhalt durchaus einer alten orientalischen Märchensammlung entstammen könnte“ und als spannend charakterisiert wurde sowohl Prairiebrand in Texas als auch Am „Kai-p'a“. Der erste Elk und Im Mistake-Cannon hingegen gewinnen bei ihrer späteren Wiederverwendung in Old Surehand I (1894) als Episoden innerhalb des Romans an Gewicht, wobei Ersterer als der beste Beitrag gilt, den May für die Deutsche Verlagsanstalt geschrieben hat.
Insgesamt wird der Wert der Mayschen Illustrationstexte und Hobble-Frank-Beiträge nicht hoch eingestuft: Im Vergleich zu den Haupterzählungen im Guten Kameraden „können die Texte (im ganzen) [...] keinen allzu hohen Anspruch erheben.“, so Heinemann. Sowohl für diese als auch Die Todeskaravane befindet Christoph F. Lorenz: „Die meisten jener Kurz- und Kürzesttexte […] sind literarisch nicht von hohem Wert.“ Auch für die speziell für Kürschner geschriebenen Werke meint Hermann Wohlgeschaft: „biographisch und literarisch sind diese Mini-Texte wohl ohne große Bedeutung.“ Im Gegensatz zum Wert wird die Umsetzung von Illustration zu Text positiv bewertet: Mays Texte „demonstrieren aber, in welch großem Maß er [May] fähig war, sich von Illustrationen zu dichterischem Schaffen anregen zu lassen.“, attestiert Lorenz. Nach Bartsch „stellt man überrascht fest, wie genau May das Bild betrachtet hat und wie viele, auch nebensächliche Details in die Geschichte mit eingeflossen sind.“ Entsprechend urteilen Michael Petzel und Wehnert: „Das in Zeitschriften aller Art damals verbreitete Genre beherrschte May perfekt.“ Zudem „wusste [May] seine durch Quellenstudium angelesenen Kenntnisse mit lebendigen Schilderungen geschickt zu verbinden.“, so Heinemann. Schließlich erklärt Claus Roxin Mays Illustrationstexte zu „Zeugnisse[n] seiner Improvisationskunst und seiner erzählerischen Urbegabung.“

## Bibliografie
Die meisten Texte erschienen anonym oder pseudonym und nur vereinzelt (Maghreb-el-aksa, Die Todeskaravane) unter Mays Namen. Neben dem häufig verwendeten Hobble-Frank nutze May als Pseudonyme jeweils einmalig auch P. van der Löwen (Ibn el ’amm) und D. Jam (Die Rache des Mormonen).
In den folgenden Tabellen sind die aktuellen Nummern des Bandes und der Erzählung aus Karl May’s Gesammelten Werken (Titel können hier abweichen und oft fehlen die zugehörigen Illustrationen), der Titel des entsprechenden Reprints der Karl-May-Gesellschaft sowie Abteilung und Bandnummer der historisch-kritischen Ausgabe Karl Mays Werke (sofern bereits erschienen) angegeben.

### Illustrationstexte inDer Gute Kamerad
| Titel                        | Jahr | Anmerkungen | Karl May’s Gesammelte Werke | Reprints der Karl-May-Gesellschaft                   | Historisch-kritische Ausgabe |
| ---------------------------- | ---- | ----------- | --------------------------- | ---------------------------------------------------- | ---------------------------- |
| Ibn el ’amm                  | 1887 |             | 71,11                       | Der Schwarze Mustang                                 | III.7                        |
| Das Hamaïl                   | 1887 |             | 48,05                       | Der Schwarze Mustang                                 | III.7                        |
| Ein Phi-Phob                 | 1887 |             | 48,02                       | Der Schwarze Mustang                                 | III.7                        |
| Wasserrast auf dem Marsche   | 1889 |             | 79,12                       | Der Schwarze Mustang (Kong-Kheou, das Ehrenwort)     | III.7                        |
| „Löffel begraben“            | 1889 |             | 79,13                       | Der Schwarze Mustang (Kong-Kheou, das Ehrenwort)     | III.7                        |
| Sklavenrache                 | 1889 |             | 71,12                       | Der Schwarze Mustang                                 | III.7                        |
| Prairiebrand in Texas        | 1889 |             | 79,14                       | Mitteilungen der Karl-May- Gesellschaft Nr. 102/1994 | III.7                        |
| Das Straußenreiten der Somal | 1889 |             | 79,15                       | Der Schwarze Mustang                                 | III.7                        |
| Zum erstenmal an Bord        | 1890 |             | 79,16                       | Der Schwarze Mustang                                 | III.7                        |
| Eine Seehundsjagd            | 1891 |             | 79,18                       | Der Schatz im Silbersee (Der Schwarze Mustang)       | III.7                        |
| Die beiden Kulledschi        | 1891 |             | 71,14                       | Der Schatz im Silbersee Der Schwarze Mustang         | III.7                        |

Mays Autorschaft an diesen anonymen bzw. pseudonymen Texten ergibt sich aus Spemanns Bestellung bzw. einer Abrechnung. Da dies nicht für Die beiden Kulledschi gilt, für die allerdings Mays Studien und Arbeitsweisen nachgewiesen wurden, besteht die Möglichkeit, dass weitere May-Texte unerkannt geblieben sind.
Umstritten ist Mays Verfasserschaft an der geografisch-landeskundlichen Skizze Ein Prairiebrand (1887, abgedruckt in 79,11 und dem Reprint Der Schwarze Mustang). Bis zur Entdeckung von Prairiebrand in Texas wurde dieser für Mays Prairiebrand-Text gehalten, da dieser Titel auf jener Abrechnung steht. Das Honorar entspricht allerdings jenem der Texas-Version. Die Illustration zeigt statt eines Präriebrandes ein afrikanisches Buschfeuer, ein Fauxpas, der May nicht zugetraut wird. Einige Autoren schreiben dennoch beide Prairiebrand-Texte May zu mit dem Hinweis auf die ansonsten exakten Angaben zu Ein Prairiebrand auf der Abrechnung. Der Text, der zu ca. 80 % aus Zitaten aus Werken von Karl Müller von Halle, Charles Sealsfield und John Treat Irving besteht, soll in diesem Fall mutmaßlich nicht mit den anderen Illustrationstexten entstanden sein, sondern aus der Zeit der frühen Aufsätze stammen und erst durch May – trotz der Diskrepanz – mit dem Buschfeuer-Bild in Verbindung gebraucht worden sein.
Neben den Reprints der Karl-May-Gesellschaft wurden die Illustrationstexte des Guten Kameraden auch in den Union-Reprints des Karl-May-Verlages abgedruckt: Der Großteil inklusive Ein Prairiebrand in Die Sklavenkarawane (1975) und die restlichen Texte (Prairiebrand in Texas, Zum erstenmal an Bord, Eine Seehundsjagd) in Der Sohn des Bärenjägers (1995).

### Der Gute Kamerad-Beiträge unter dem PseudonymHobble-Frank
| Titel                                                       | Jahr | Anmerkungen                            | Karl May’s Gesammelte Werke | Reprints der Karl-May-Gesellschaft                      | Historisch-kritische Ausgabe |
| ----------------------------------------------------------- | ---- | -------------------------------------- | --------------------------- | ------------------------------------------------------- | ---------------------------- |
| [Autograph]                                                 | 1887 | Hobble-Franks Unterschrift             |                             | Der Sohn des Bärenjägers – Der Geist der Llano estakata | III.7                        |
| Antwortschreiben an O. Erdmann zu Hofgeismar bei Kassel     | 1888 | Leserbriefantwort                      |                             |                                                         | III.7                        |
| Oeffentliche Sendepistel an meine lieben, kleenen Kameraden | 1888 | Preisausschreiben                      |                             |                                                         | III.7                        |
| Meine lieben Kameraden!                                     | 1888 | bezieht sich auf das Preisausschreiben |                             | Kong-Kheou, das Ehrenwort                               | III.7                        |
| An H. Grombacher in Heilbronn                               | 1888 | Leserbriefantwort                      |                             | Kong-Kheou, das Ehrenwort                               | III.7                        |
| „Villa Bärenfett“                                           | 1889 |                                        | 79,11                       | Kong-Kheou, das Ehrenwort Der Schwarze Mustang          | III.7                        |
| Hiermit die gütige Beganntmachung                           | 1889 | Leserbriefantwort                      |                             | Kong-Kheou, das Ehrenwort                               | III.7                        |
| Der Schlangenmensch                                         | 1890 | Illustrationstext                      | 79,17                       | Der Schwarze Mustang (Der Schatz im Silbersee)          | III.7                        |
| Mein lieber, kleener Kamerad                                | 1896 | Gedicht                                |                             | Mitteilungen der Karl-May- Gesellschaft Nr. 158/2008    | III.7                        |

Zum Antwortschreiben an O. Erdmann zu Hofgeismar bei Kassel liegen zwei Entwürfe mit alternativen Anfängen vor (abgedruckt in der Historisch-kritischen Ausgabe). Inhalt und Stil weiterer Leserbriefantworten lassen auf May als Verfasser schließen, u. a. ein Hobble-Frank zugeschriebenes Gedicht Die sächsische Sprache die scheenste ist (1891). Sämtliche Texte mit May-Bezug aus den Leserbriefspalten des Guten Kameraden wurden kommentiert in den Mitteilungen der Karl-May-Gesellschaft Nr. 156/2008–170/2011 abgedruckt.
Außer Hiermit die gütige Beganntmachung und Mein lieber, kleener Kamerad erschienen die Hobble-Frank-Beiträge auch im Union-Reprint Der Sohn des Bärenjägers.

### Illustrationstexte inVom Fels zum Meerund in der Deutschen Verlagsanstalt
| Titel                              | Jahr | Anmerkungen                                                       | Karl May’s Gesammelte Werke | Reprints der Karl-May-Gesellschaft | Historisch-kritische Ausgabe |
| ---------------------------------- | ---- | ----------------------------------------------------------------- | --------------------------- | ---------------------------------- | ---------------------------- |
| Maghreb-el-aksa                    | 1887 | Aufsatz                                                           | 71,13                       | Der Krumir                         |                              |
| Im Mistake-Cannon                  | 1889 | später in Old Surehand I integriert                               | 84,09                       | Der Krumir                         | IV.27                        |
| Am „Kai-p’a“                       | 1890 |                                                                   | 48,03                       | Der Krumir                         | IV.27                        |
| Jagd auf wilde Truthühner in Texas | 1890 | Aufsatz                                                           | 84,05                       |                                    |                              |
| Die Rache des Mormonen             | 1890 |                                                                   | 48,04                       | Der Krumir                         | IV.27                        |
| Der erste Elk                      | 1893 | ohne Illustration abgedruckt; später in Old Surehand I integriert | 84,08                       | Der Krumir                         | IV.27                        |

Möglicherweise erschienen weitere anonyme Illustrationstexte von May in der Deutschen Verlagsanstalt zwischen Mitte 1890 und Mitte 1893. Als solche Kandidaten werden Sattler in Kairo (1891), Am Steppenbrunnen (1892) und Eine Ansiedlung im nordamerikanischen Felsengebirge (1893) gehandelt (abgedruckt im Jahrbuch der Karl-May-Gesellschaft 1988), da sie die gleiche Erzähltechnik wie Jagd auf wilde Truthühner in Texas aufweisen.
Von allen aufgeführten Illustrations- und Hobble-Frank-Texten erschienen nur Im Mistake-Cannon und Der erste Elk zu Mays Lebzeiten in Buchform, da May sie als Binnenerzählungen in den Roman Old Surehand I (1894) integrierte. Die Gestalt des Old Wabble in Der erste Elk entspricht bereits weitgehend jener des Romans, dessen Anfang sogar von dieser Erzählung ausgehend entwickelt worden sein könnte. Tatsächlich betrieb May die Integration beider Texte von den ersten Seiten des Romans an und hat sie fast unverändert übernommen.

### Weiterer Illustrationstext
| Titel             | Jahr | Anmerkungen | Karl May’s Gesammelte Werke | Reprint der Karl-May-Gesellschaft                     | Historisch-kritische Ausgabe |
| ----------------- | ---- | ----------- | --------------------------- | ----------------------------------------------------- | ---------------------------- |
| Die Todeskaravane | 1894 | Aufsatz     | 79,19                       | (Mitteilungen der Karl-May- Gesellschaft Nr. 24/1975) |                              |

Zu einigen dieser Texte liegen Nachdrucke, Übersetzungen und Hörbuchfassungen vor.